# Schlacht von Beerscheba
1915: Suezkanal
1916: Romani – Magdhaba
1917: Rafah – Gaza (1) – Gaza (2) – Patt an der Palästinafront – Beerscheba – Tel el Khuweilfeh – Gaza (3) – El Mughar – Jerusalem
1918: Jericho – Tell ’Asur – Jordan (1) – Jordan (2) – Abu Tellul – Megiddo
Die Schlacht von Beerscheba (türkisch Birüssebi Muharebesi) wurde am 31. Oktober 1917 zwischen dem Vereinigten Königreich und dem Osmanischen Reich ausgetragen.
Am Morgen des 31. Oktober begannen die Briten an der Palästinafront eine Großoffensive mit einem überraschenden Angriff auf Beerscheba (Beʾer Scheva). Das XX. Corps und das Desert Mounted Corps errangen einen taktischen Sieg und zwangen die osmanische Garnison in Beerscheba zum Rückzug. Die Sprengung der Brunnen durch die Osmanen scheiterte.

## Vorgeschichte

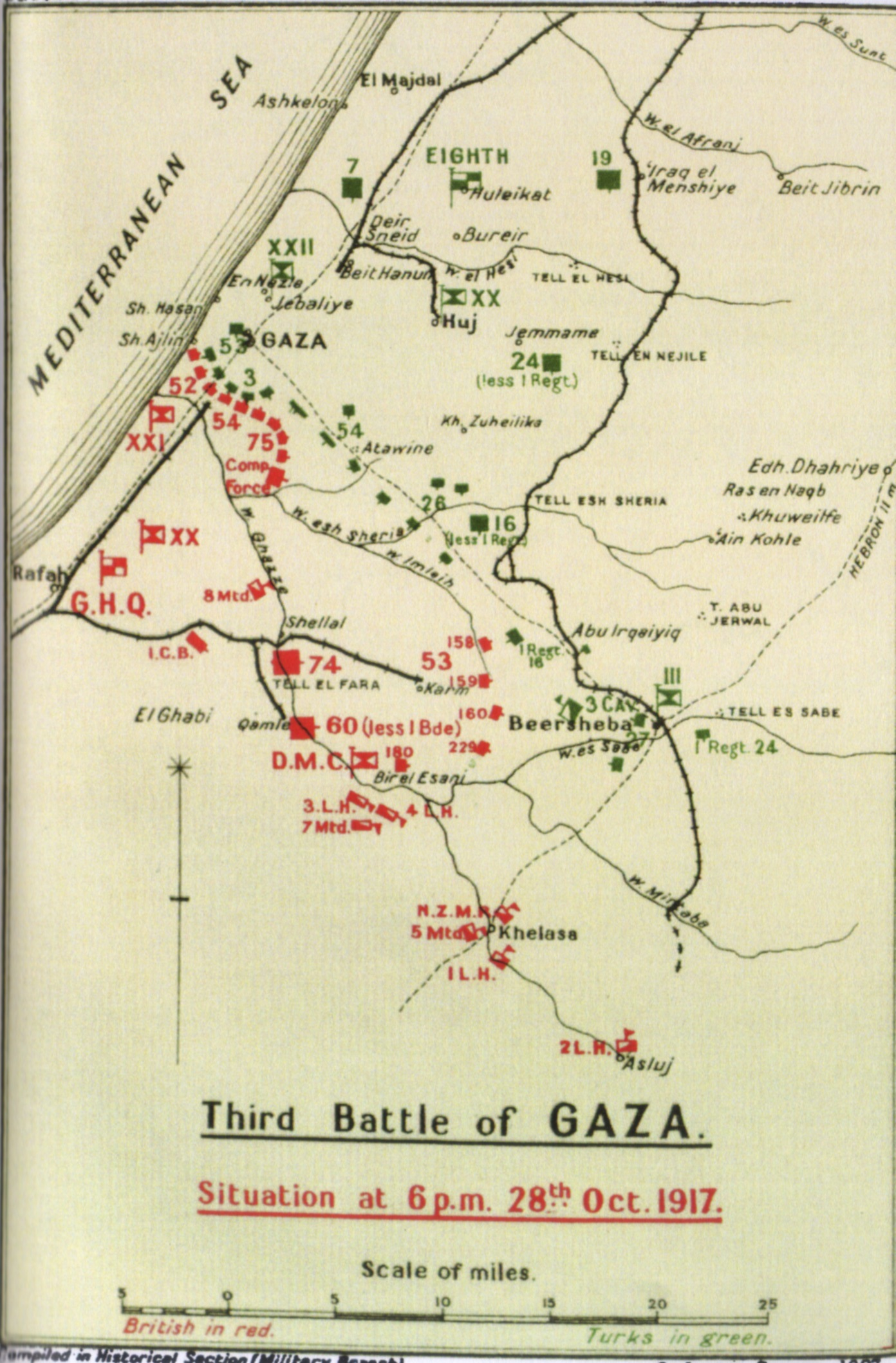
Die Gaza-Beerscheba-Linie am 28. Oktober 1917

Nach zwei erfolglosen Schlachten um den schwer befestigten Grenzort Gaza im osmanischen Mutesarriflik Jerusalem im März und April 1917 mit hohen britischen Verlusten reorganisierten die Briten ihre Kommandostruktur an der Palästinafront und tauschten mehrere Befehlshaber aus. Da die Osmanische Armee nicht zu einer Gegenoffensive in diesem Gebiet in der Lage war, entwickelte sich eine Phase relativer Ruhe an dieser Front, die die Briten nutzten, um Wasserleitungen und Bahnlinien (Sinai-Bahn, Bahnstrecke Rafah–Beʾer Scheva) für die laufende Invasion Palästinas durch die Sinai-Halbinsel vorzutreiben. Das landeinwärts gelegene Beerscheba bildete den südöstlichen Eckpfeiler der osmanischen Front und war mit einer Garnison von ca. 5000 Mann belegt. Es wurde seit 1915 über die osmanische Militärbahn Masʿūdiyya–Sinai mit Nachschub versorgt. Es wurde von den Osmanen festungsartig ausgebaut und mit einer halbkreisförmigen Linie von befestigten Posten, Schützengräben und Stacheldrahthindernissen umgeben.
Die Egyptian Expeditionary Force, seit Ende Juni 1917 unter dem Befehl von Edmund Allenby, plante, die osmanische Frontlinie an dieser Stelle in einem großangelegten Überraschungsangriff zu durchbrechen und so den Weg für eine landseitige Umfassung der osmanischen Stellungen zwischen Gaza und Beerscheba zu eröffnen. Hierfür war ein möglichst unbemerkter Aufmarsch einer großen Angriffstruppe über Dutzende Kilometer Wüstengelände nötig, der mit Hilfe von Kamelen, Lastwagen und etwa 130 Holt-Kettenfahrzeugen bewerkstelligt wurde. Fesselungsangriffe bei Gaza sollten die Osmanen daran hindern, Verstärkungen an die bedrohte Frontstelle zu verschieben. Die Osmanen glaubten, dass es dem Gegner aufgrund der Wasserknappheit in der Region Beerscheba unmöglich sein würde, groß angelegte Operationen gegen diese Flankenstellung durchzuführen, weshalb nur eine osmanische Division für ihre Verteidigung als ausreichend angesehen wurde.

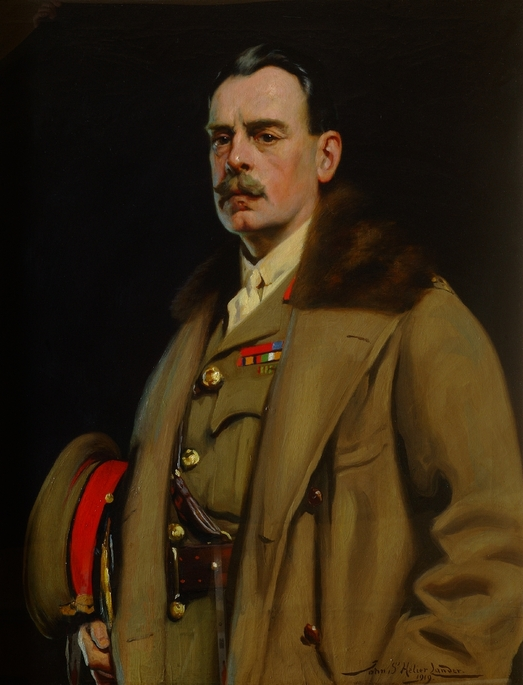
Sir Philip Chetwode

### Britische Truppen
Insgesamt hatten die Briten für den Angriff auf Beerscheba ein Infanterie- und ein Kavalleriekorps zur Verfügung:
- XX Corps, Generalleutnant Sir Philip Chetwode
  - 74th (Yeomanry) Division, Generalmajor Eric Girdwood
    - 229., 230. und 231. Brigade

  - 60th (London) Division, Generalmajor John S. M. Shea
    - 179., 180. und 181. Brigade
- Desert Mounted Corps, Generalleutnant Henry Chauvel
  - Anzac Mounted Division, Generalmajor Edward Chaytor
    - 1st Light Horse Brigade, Brigadegeneral Charles Frederick Cox
    - 2nd Light Horse Brigade, Brigadegeneral Granville De Laure Ryrie
    - New Zealand Mounted Rifles Brigade, Brigadegeneral W. Meldrum

  - Australian Mounted Division, Generalmajor H. W. Hodgson
    - 3rd Light Horse Brigade, Brigadegeneral Lachlan C. Wilson
    - 4th Light Horse Brigade, Brigadegeneral William Grant
    - Imperial Camel Corps, Brigadegeneral Clement Leslie Smith
    - 7. Cavalry Brigade, Brigadegeneral John Tyson Wigan

### Osmanische 7. Armee

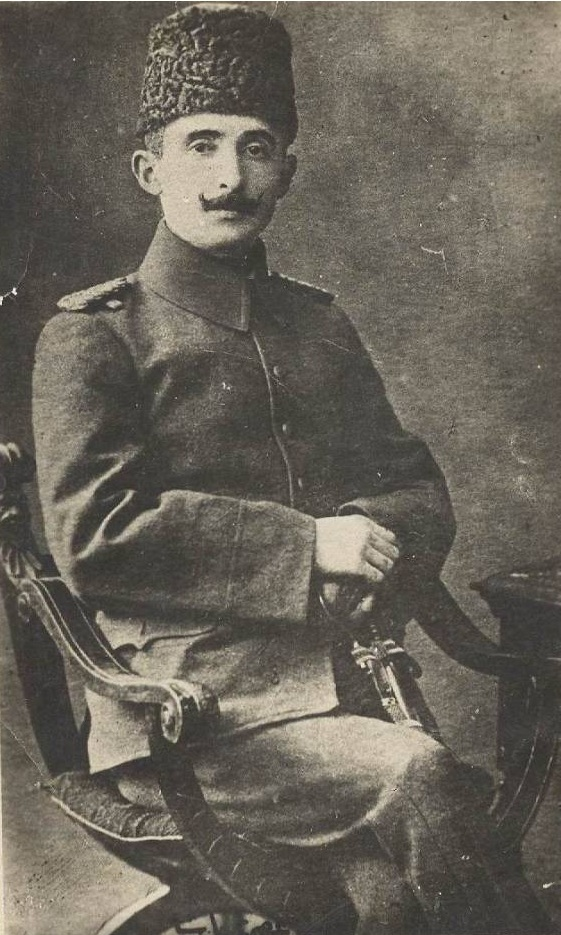
İsmet Pascha

Oberbefehlshaber: General Fevzi Pascha und Kreß von Kressenstein
- III. Korps: General Mustafa İsmet Pascha
  - 27. Infanteriedivision, Oberst Ibrahim Bey mit 48., 81., 67. Infanterieregiment
  - 3. Kavalleriedivision, Oberst Issad Bey mit 6. und 7 Kavallerieregiment
  - Teile der 16. und 24. Division

## Ablauf

### Schlacht

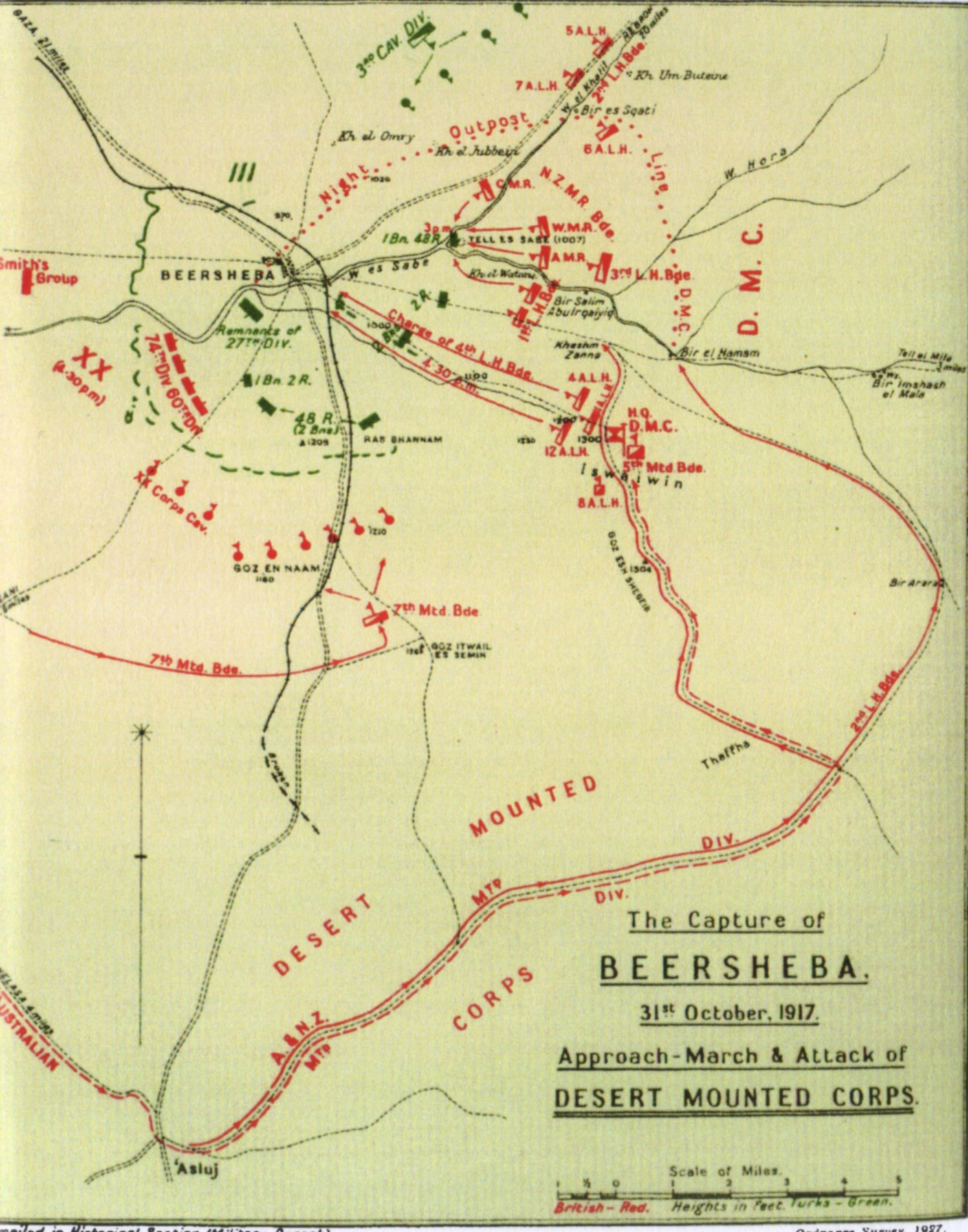
Schlacht von Beerscheba

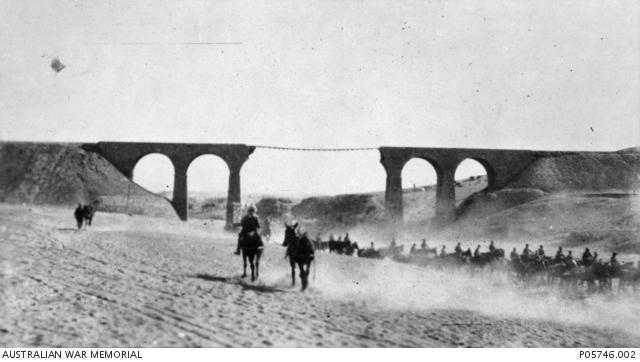
Bahnbrücke übers Wadi asch-Scheria am Bahnhof gleichen Namens, gesprengt beim osmanischen Rückzug

Die Australian Mounted Division brachte sich in der Nacht vom 30. auf den 31. Oktober in Position, um die Stadt von Osten her zu umgehen und anzugreifen. Im Osten von Beerscheba bildete die Redoute von Tel el Saba den wichtigsten Verteidigungspunkt des osmanischen III. Korps. Diese Position war mit einem Bataillon des 48. Regiments und einer Maschinengewehrkompanie besetzt, während das 6. und 8. Regiment der osmanischen 3. Kavalleriedivision auf der Hochebene im Nordosten stationiert war, um die Straße nach Jerusalem zu decken oder um einer Umzingelung Beerschebas entgegenzuwirken. Im Westen und Südwesten der Stadt lagen das 67. und 81. Infanterieregiment der 27. Division in einer halbkreisförmigen Reihe tiefer Gräben und Schanzen verschanzt, die mit Stacheldraht verstärkt waren. Die Briten unter dem Befehl von Generalleutnant Sir Philip Chetwode begannen um 5:55 Uhr morgens von Südwesten her mit einem Bombardement der Stadt und der gegnerischen Stellungen. Das Feuer der Artillerie richtete sich auf die Befestigungen und Grabenlinien der Osmanen. Die äußerste linke Flanke wurde von „Smiths Gruppe“ (158. Brigade der 53. Division und Teilen der Imperial Camel-Brigade) geschützt. Die 74. Division hielt damit den Abschnitt, der sich vom Wadi es Saba nach Norden in Richtung der Straße von Beerscheba nach Tel el Fara erstreckte. Die 53. Division (verstärkt mit einer Brigade der 10. Division) wurde auf einer 11 km langen Linie eingesetzt, die sich nach Westen hinzog bis etwa 1,6 km vor der Bahnstation Karm der in Bau befindlichen Militärbahn Rafah–Beerscheba. Um 6:30 Uhr wurde das erste Bombardement beendet, damit sich der Staub legen und die Artilleriebeobachter die Ziele überprüfen konnten. Um 7:45 Uhr wurde das Feuer wieder aufgenommen.
Um 8:20 traf ein letztes Bombardement die osmanischen Schützengräben. Anschließend folgten erste Angriffe der beiden Infanteriedivisionen des XX. Corps gegen die osmanische Außenverteidigung auf der Anhöhe westlich und südwestlich von Beerscheba. Die Kommandeure der 60. und 74. Division beschlossen, um 12:15 Uhr mit dem Hauptangriff zu beginnen: Vier Brigaden – die 179., die 181. (60. Division), die 231. und die 230. (74. Division) – starteten den Angriff mit je zwei Bataillonen in der vorderen Linie. Das 67. Regiment der osmanischen 27. Division, das die Westseite von Beerscheba verteidigte, erlitt schwere Verluste, İsmet Bey, der Verteidiger von Beerscheba, musste seine letzte Reserve einsetzen. Während der Infanterie-Angriff auf der Westseite von Beerscheba eingeleitet wurde, befahl General Chaytor der 2. Lighthorse-Brigade um 9:00 Uhr, zusammen mit der neuseeländischen Mounted Rifles Brigade über Tel el Sakaty anzugreifen und die Kontrolle über die Straße von Jerusalem zu erlangen. Im Osten von Beerscheba in Tel es Saba hielten sich noch immer ein Bataillon des osmanischen 48. Infanterieregiments und eine Maschinengewehrkompanie, während sich der Rest des Regiments südlicher an der Khalasa-Straße nach Ras Ghannam eingegraben hatte. Der Frontalangriff des Auckland Mounted Rifles Regiments wurde zu Fuß gestartet, da ein Reiterangriff aus jeder Richtung auf Grund des Geländes nicht möglich war. Aufgrund des schweren osmanischen Maschinengewehrfeuers geriet der Angriff 800 Meter vor der osmanischen Position ins Stocken. Um 10:00 Uhr befahl Chaytor auch der 1. Lighthorse-Brigade, den Angriff auf Tel el Saba aus dem Süden zu verstärken und am Angriff mitzuwirken. Nach mehreren Angriffen wurde um 13:55 Uhr der Befehl zum Generalangriff auf Tel el Saba erteilt, den ab 14:00 Uhr auch die 3. Lighthorse Brigade und die B Battery der Division verstärkten.

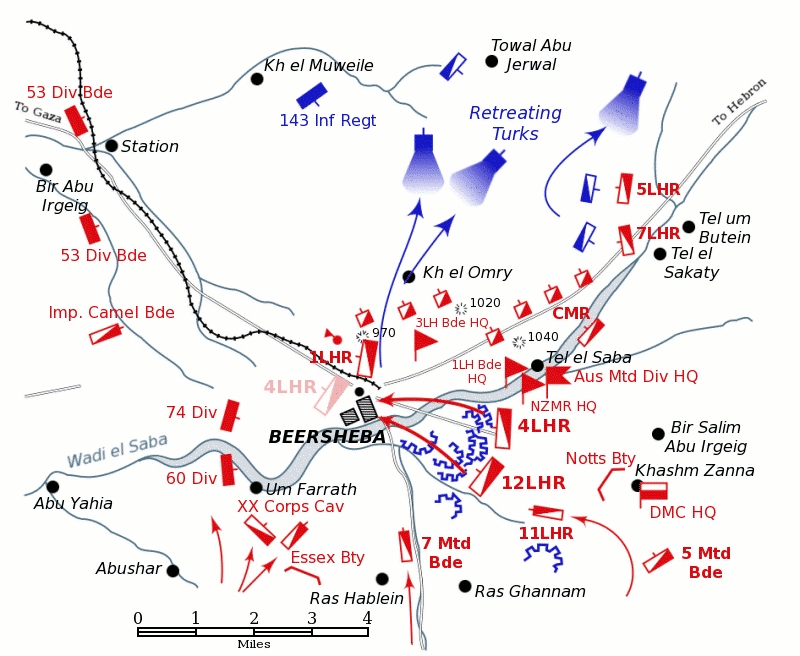
Schlußangriff auf Beerscheba

Im Laufe des späten Nachmittags gelang es den Briten schließlich durch den Einsatz der 4. Lighthorse-Brigade, die Stadt Beerscheba zu erstürmen und einzunehmen. Die 1/1 Nottinghamshire Battery der Royal Horse Artillery eröffnete das Feuer auf osmanische Maschinengewehre in den Schützengräben von Ras Ghannam, dann begann die erfolgreiche Attacke der leichten Reiterei unter Brigadegeneral William Grant. Das 4. (Victoria) und 12. (New South Wales) Regiment der Brigade formierten drei Angriffswellen und stürmten über 6,4 km offenes Gelände durch das osmanische Maschinengewehrfeuer vor. Die Kühnheit der Attacke verwirrte die osmanischen Verteidiger, die das Visier ihrer Gewehre nicht nachstellten und teilweise zu hoch feuerten. Infolgedessen war die Attacke erfolgreich, und es gab bei den Australiern nur wenige Opfer. Dem 12. Lighthorse-Regiment gelang es schließlich, in Beerscheba einzudringen. Ein Großteil der Stadt war durch britisches Artilleriefeuer zerstört worden. Die Osmanen mussten sich zurückziehen, ehe noch die vorgesehene Sprengung der Brunnen durchgeführt werden konnte. İsmet Bey befahl seinen Truppen um 16:00 Uhr, nördlich von Beerscheba zurückzugehen, er selbst zog sich in den bisherigen Kampfstand des 143. Regiments zurück, der etwa 9,7 km nördlich von Beerscheba auf dem Hochland von Hebron, dem südlichen Teil des judäischen Hügeln lag.

### Ausgang
Die Kämpfe um Beerscheba dienten der Aufrollung der osmanischen Gazafront und bildeten die Einleitung zur Dritten Schlacht um Gaza. Nach dem Verlust von Beerscheba zog sich die osmanische 7. Armee nach Nordwesten in Richtung Tel ash Scheria (an der Bahn Masʿūdiyya–Sinai) und nach Norden in Richtung Tel el Khuweilfe zurück. Nach dem siegreichen Abschluss der Kämpfe um Gaza konnte General Allenby die osmanische 8. Armee bis 13. November auf die Linie Jaffa – Ramlah zurückwerfen und am 9. Dezember in Jerusalem einziehen.

## Sonstiges
Der australische Spielfilm The Lighthorsemen handelt von dem Kriegsgeschehen in Palästina, unter anderem wird auch die Schlacht von Beerscheba dargestellt. In Australien wird der 31. Oktober jährlich von Veteranenorganisationen als Beersheba Day begangen.